# Laércio Dias Franco
Laércio Dias Franco (Belém, 26 de junho de 1931) é um político brasileiro, filho de José Malheiros Franco e Amélia Dias Franco. Foi eleito deputado estadual pela ARENA em 1978, transitando pelo PDS e PTB em respeito à liderança de Alacid Nunes, antes de ingressar no PMDB, elegendo-se vice-governador do Pará na chapa de Jader Barbalho em 1982. Assumiu como conselheiro do Tribunal de Contas dos Municípios do Estado do Pará, na vaga de Egydio Salles, em 17 de março de 1987.